# Feza Gürsey
Feza Gürsey (pronunție turcească: [ˈfezɑ ˈɟyɾsej], n. 7 aprilie 1921, Constantinopol, Imperiul Otoman – d. 13 aprilie 1992, New Haven, Connecticut, SUA) a fost un fizician-teoretician turc, cu rezultate remarcabile în domeniul aplicațiilor simetriilor chirale și SU(6)(simetriilor speciale unitare) în domeniul interacțiilor tari nucleare.

## Biografie
Născut în familia unui fizician militar, Reșit Süreya Gürsey, și a unei dintre primele chimiste din Turcia, Remziye Hisar.
A absolvit școala superioară de la Galatasaray în anul 1940 și Universitatea din Istanbul în anul 1944, unde a obținut primul grad în matematică și fizică. Prin mijlocirea ministerului educației din Turcia a obținut un grant la Colegiul Imperial de la Londra, unde a realizat o lucrare de referință asupra aplicațiilor cuaternionilor în teoria cuantică a câmpurilor în anul 1950. În anii 1950-1951 a fost cercetător post-doctoral la Universitatea din Cambridge, iar ulterior devine asistent la Universitatea din Istanbul. Aici s-a însurat cu Suha Pamir, fizician și ea, iar în anul 1953 obține gradul științific de profesor asociat (conferențiar).
În anii 1957-1961 a lucrat la Laboratorul Național Brukhaven,Institutul de studii avansate de la Princeton, New Jersey și Universitatea Columbia din SUA. În anul 1960 a lucrat asupra teoriei lagrangeanului cu simetrie chirală, care a găsit aplicații în cromodinamica cuantică, încununată ulterior cu Premii Nobel.
Reântors uletrior în Turcia acceptă postul de profesor la Universitatea Tehnică din Orientul apropiat, unde a contribuit la formarea catedrei de fizică teoretică. În anul 1974 și-a format propriul grup de cercetare.
În anii 1965-1974 a lucrat asupra modelului unificării mari a interacțiilor (electromagnetice, slabe nucleare și tari nucleare) bazat pe simetria E(6).
Feza Gürsey a decedat în anul 1992 la New Haven, Connecticut.
În urma sa a rămas fiul său, Yusuf Gürsey, dar și Institutul Feza Gürsey, care îî poartă numele și a fost întemeiat de Universitatea Boğaziçi and TÜBİTAK in Turcia.

## Aprecieri
Feza Gürsey s-a bucurat de aprecieri elogioase din partea multor fizicieni de pe mapamond. Edward Witten îl apreciază pentru originalitate, eleganță și curaj. A lucrat în profunzime, astfel, că unele aspecte ale teoriilor abordate sau dezvoltat în domenii noi de cercetare.

## Coautori
- Hermann Bondi
- Gerald Feinberg
- A. Pais
- T.D. Lee
- L.A. Radicatti
- John G. Taylor
- P. Chang

## Discipoli
- Khalil Bithar
- M. Koca
- M. Serdaroglu
- M. Günaydin

## Premii și distincții
- TÜBİTAK - Premiul pentru știință al guvernului Turciei (1869)
- Premiul memorial J. Robert Oppenheimer (împărțit cu Sheldon Glashow) (1977)
- Medalia Albert Einstein (1979)
- Premiul Collège de France (1981)
- Ordenul italian „Commendatore”